# ハイリスクミッションセラピー
『ハイリスクミッションセラピー』(Highrisk Mission Therapy)は、仲島歩の日本の漫画作品。『少年ジャンプ+』にて2017年8月22日から2019年2月19日まで毎週火曜に配信された。

## あらすじ
主人公・江戸川純助が告白してもいない人からフラれた日に校舎裏で猫をかわいがっていたところ、クラスのアイドル的存在の菅殿いおりにおっぱいをもんでほしいと頼まれる。実は、菅殿はモンデレラ症という病気であり、薬を飲むか男性からのマッサージを受けない限り発作で苦しんでしまうという。はたして、江戸川は周囲の目から隠れて、菅殿の発作を止めてあげることができるのか？

## 登場人物

### 主人公
江戸川 純助（えどがわ じゅんすけ）
都会田門（とかいだもん）高校1年生。学力が高く、中学生の頃、模試で港と並んで一位を取ったことがあるが、高校入試の際、予期せぬ事態が起こり最下位クラスのゴ組に入ってしまう。しかし、定期考査で学年10位以内に入ったため、特進クラスのヒ組に編入する。学校ではいつも苗字で呼ばれている。反り返ったアホ毛が特徴的。大の猫好きでよく野良猫を触っている。菅殿の発作を止めてあげて以来、病気の理解者として、度々菅殿などのモンデレラ症患者を助ける。マッサージを繰り返してきたとこでマッサージの技術が上達しており、全ての指が自由に動く“フレキシブル・マッサージ”などの技が使えるようになる。

### モンデレラ症患者
菅殿 いおり（かんどの いおり）
江戸川の元クラスメイト（1年ゴ組）。清純派美少女で、色白巨乳（Hカップ）。ピンク色のロングヘア。まじめで穏やかだが、おっちょこちょいかつ天然。おっぱいのモンデレラ症を患っており、江戸川が初めて治療した相手。江戸川に好意をもつ。モンデレラ症のせいで勉強に集中できず、成績が落ちた。料理が得意で、幼少の頃から数々の賞を受賞している。菅殿財閥の娘で、港の親の計らいにより、同じく、財閥の御曹司である港神と、1週間お見合いをする。その時、江戸川の話題で盛り上がり、2人で江戸川ファンクラブを結成する。
速瀬 ちた（はやせ ちた）
1年ゴ組。陸上部のエース。オレンジ色のショートヘア。太ももにモンデレラ症を患っている。男子たちに太い脚をからかわれ、落ち込んでいたが、江戸川に励まされ、さらに、脚の発作を治療して貰ったことをきっかけに、江戸川に恋をする。恋敵である菅殿に敵対心を抱いている。
篠 春呼（しの はるこ）
2年生で、風紀委員長。風紀の取締りが厳しいことから、別名 校則の化身『鋼鉄の微笑（アイアンスマイル）』と呼ばれている。実はお尻のモンデレラ症予備軍であったが、劇中で発症し、江戸川から治療を受ける。江戸川のマッサージがあまりに気持ち良かったため、性に目覚める。
綿雨 ことみ（わたあめ ことみ）
美少女小学生で、人気子役。普段は、長い髪をツインテールにしている。あだ名は「こっとん」。頭のモンデレラ症を患っており、発作が起こると野生化して、まるで野良猫のようになる。

### その他の人物
港 神（みなと じん）
1年ヒ組。江戸川の親友。GLAYの大ファンであり、江戸川のファンでもある。港コンツェルンの御曹司で、江戸川のために大金を使うこともある。学力が非常に高く、成績は学年1位。
目黒 才加（めぐろ さいか）
モンデレラ症の権威。菅殿いおりの主治医。男に対して偏見を持っていたが、菅殿さんを助けたいという真摯な思いで接する江戸川の良き理解者となる。
備乳 美千美（びちち びちみ）
1年ゴ組。糞田と付き合っている。夏休み中に糞田と(放送禁止ワード)した事により停学をくらう。
糞田 槍体（くそだ やりたい）
1年ゴ組。美千美と(放送禁止ワード)したことにより同様に停学をくらう。
山野 ふとし（やまの ふとし）
江戸川にいきなり胸を揉まれた、小太りのクラスメイト。男性。小中学生ちびっこ相撲の王者。、
素朴乃 地味子（そぼくの じみこ）
1年ゴ組。江戸川と掃除班が同じため、濃厚な関係を疑われる。
早 弁乃介（はや べんのすけ）
早弁の常習者。
寝坊 太郎（ねぼう たろう）
寝坊の常習者。
女風呂 のぞく（おんなぶろ のぞく）
覗きの常習者。緊急風紀集会の日に警察に逮捕される。
平井川 まさる（ひらいかわ まさる）
1年ゴ組。江戸川の地味友達。新聞部。新聞部の先輩から美女の密着取材『学園のマドンナ図鑑』を指示され、江戸川に相談する。
マイケル 下根田（マイケル しもねた）
男子新聞部部長。17歳。『都会田門メンズ新聞』を発行している。
塾場 良音（うれれば いいね）
『ファッションセンター すぃまむら』の店長。
土日葉 倍人（どにちは ばいと）
『ファッションセンター すぃまむら』の大学生バイト。
純愛の精（じゅんあいのせい）
人々に純愛を提供し、純愛ポイントを集める妖精。実家は貧乏。
ビッチの精（びっちのせい）
純愛の精と同じ妖精。人々の恋のエネルギーをポイントとして集めて生活をしているが、昨今は恋が生まれにくく、エネルギー不足になっていることから、日夜ネットにエロマンガやマッチングアプリの広告を配信している。
江戸川 雫（えどかわ しずく）
江戸川純助の母親。弁護士。勉強熱心な息子・純助の姿を見て「ストマックやわ〜」と、いう言葉を連呼する。
安砕先生（あんざいせんせい）
都会田門高校の先生。学校の歴史にとっても詳しい。
百合奈先生（ゆりなせんせい）
都会田門高校の先生。1年ゴ組の副担任。

## 用語
モンデレラ症候群
正式名称は「Momarenaito Nakuhodoitai Daredemoiiwakejanai Rirakkusushite Lakuninaru-syndrome」であり、略してMNDRL（モンデレラ）症と呼ばれる。近年現れた非常に珍しい女性の病であり、急に発作が起こる。治療法はないが発作には薬のほか“男性による”マッサージが効果的で、女性ホルモンが分泌されて痛みがやわらぐ。背徳的なシチューエーションなど、ドキドキ感が増すほど効果が高まる。薬には副作用があり、食欲が止まらなくなったり、イライラしたり、眠気があったり、変な気分になったり、その時々で異なる。

## 書誌情報
- 仲島歩、ねこばやしぱらそる（2巻[4]から、連載版は22話から[5]）『ハイリスクミッションセラピー』 集英社〈ジャンプコミックス〉、全5巻
  1. 2017年12月4日発売[6]、ISBN 978-4-08-881307-3
  2. 2018年4月4日発売[4]、ISBN 978-4-08-881470-4
  3. 2018年8月3日発売[7]、ISBN 978-4-08-881549-7
  4. 2019年1月4日発売[8]、ISBN 978-4-08-881714-9
  5. 2019年4月4日発売[9]、ISBN 978-4-08-881784-2